# London Philharmonic Orchestra
La London Philharmonic Orchestra è una delle orchestre sinfoniche più importanti del Regno Unito e tra le più prestigiose del mondo. Ha sede dal 1992 presso la Royal Festival Hall di Londra e dal 1964 è resident orchestra del Glyndebourne Festival Opera, rassegna estiva dedicata principalmente alle opere di Mozart.

## Storia

### I primi anni
L'orchestra venne fondata nel 1932 da Sir Thomas Beecham ed eseguì il suo primo concerto il 7 ottobre 1932 alla Queen's Hall di Londra. Il cofondatore fu il direttore d'orchestra Malcolm Sargent e il fiduciario fu Frédéric Alfred d'Erlanger. Durante i primi anni l'orchestra fu diretta da Paul Beard e David McCallum ed ebbe come direttori ospiti Anthony Pini, Reginald Kell, Léon Goossens, Gwydion Brooke, Geoffrey Gilbert, Bernard Walton e James Bradshaw.
Ad uno dei suoi primi concerti, nel novembre del 1932, il sedicenne violinista Yehudi Menuhin eseguì tre concerti per violino; quelli di Bach e Mozart vennero diretti da Beecham, mentre quello di Edward Elgar fu diretto dallo stesso compositore.
Negli anni trenta fu anche l'orchestra delle stagioni della Royal Opera House al Covent Garden, del cui teatro Beecham era il direttore artistico. Beecham diresse l'orchestra in una serie di registrazioni di 78 giri per l'etichetta discografica Columbia Records, comprendente quella della seconda sinfonia di Brahms, molto osannata dalla critica e che venne poi riproposta anche in LP e CD.

### Anni ante e post guerra
Nel 1939 gli sponsor ritirarono i loro finanziamenti e l'orchestra decise di continuare assumendo la gestione in proprio. Nel corso della seconda guerra mondiale l'orchestra fu molto attiva nel portare la musica in località dove non esistevano delle orchestre permanenti, girando in lungo ed in largo per il Regno Unito. Molti degli strumenti musicali vennero distrutti nel corso del bombardamento della Queen's Hall nel maggio del 1941. Con un appello della BBC, la cui risposta del pubblico fu enorme, fu possibile riacquisire gli strumenti distrutti consentendo così la continuazione dell'attività concertistica.
Dopo la fine della guerra Beecham tornò alla guida dell'orchestra per otto mesi ma la lasciò poi per fondare la Royal Philharmonic Orchestra. Durante questo periodo furono direttori ospiti Victor de Sabata, Bruno Walter, Sergiu Celibidache e Wilhelm Furtwängler. Fra il 1949 ed 1950 diede 248 concerti in confronto ai 103 della London Symphony Orchestra e ai 32 ciascuno della Philharmonia Orchestra e della Royal Philharmonic Orchestra.
Dopo un periodo in cui non ebbe un direttore stabile, venne affidata al direttore olandese Eduard van Beinum nel 1947. A quel tempo i cittadini stranieri erano autorizzati a lavorare nel Regno Unito per soli sei mesi per anno solare e pertanto durante la sua forzata assenza vennero chiamati a dirigere l'orchestra diversi direttori fra cui Jean Martinon. Van Beinum fu costretto a rassegnare le dimissioni, per motivi di salute, nel 1950. Venne così chiamato a dirigere Adrian Boult.
L'orchestra ebbe una crisi fra il 1949 e il 1952 poiché il suo general manager Russell, che aveva guidato l'orchestra durante gli anni della guerra, venne accusato di essere comunista nel periodo della guerra fredda. Il London County Council decise di nominare l'orchestra come residente alla nuova Royal Festival Hall ed i suoi membri decisero di congedare Russell.
Boult fu così sul podio della London Philharmonic Orchestra nel tour in Russia del 1956.. Egli lasciò poi la direzione principale dell'orchestra rimanendo però in contatto con la stessa e ne divenne presidente nel 1965. La maggior parte delle sue incisioni stereofoniche per EMI furono fatte col London Philharmonic.
Nel corso degli anni cinquanta furono sul suo podio Constantin Silvestri e Josef Krips. Questo fu un brutto periodo dal punto di vista finanziario e l'orchestra fu costretta a rescindere il contratto con gli orchestrali remunerandoli a prestazione soltanto per le giornate delle prove e dei concerti.
Nel 1958 venne nominato William Steinberg come direttore principale. Egli diede una notevole spinta al miglioramento dell'orchestra riportandola presto ai fasti del passato.

### Gli anni 60 e 70
Nel 1962 l'orchestra intraprese la sua prima tournée in India, Australia ed Estremo Oriente. I direttori a quell'epoca erano Sir Malcolm Sargent e John Pritchard (direttore d'orchestra). Pritchard venne nominato primo direttore nel 1962. Egli era anche direttore musicale del Glyndebourne Opera Festival e nel 1964 la London Philharmonic sostituì la Royal Philharmonic come orchestra residente al Glyndebourne Festival.
Nel 1967 venne nominato direttore Bernard Haitink, che rimase alla sua guida per ben dodici anni dandole una continuità di guida che non aveva più avuto dai tempi di Beecham ovvero dal 1939.
In questo periodo l'orchestra si aprì alla collaborazione con personaggi non facenti parte del mondo della musica classica quali Danny Kaye e Duke Ellington, ma anche Tony Bennett, Victor Borge, Jack Benny e John Dankworth.
Negli anni settanta l'orchestra compì delle tournée in USA, Cina e diverse nazioni dell'Europa dell'est. Fu in Russia e negli Stati Uniti per la seconda volta. Fra i direttori che si alternarono sul suo podio si ricordano Erich Leinsdorf, Carlo Maria Giulini e Sir Georg Solti, il quale ultimo divenne direttore principale nel 1979.

### Cinquant'anni di attività
Nel 1982 l'orchestra festeggiò i suoi cinquant'anni di attività e venne realizzato un libro che ricordava tutti i più grandi artisti che erano stati legati all'orchestra nei primi cinquant'anni della sua storia. Assieme a quelli già menzionati si ricordano i direttori Daniel Barenboim, Leonard Bernstein, Eugen Jochum, Erich Kleiber, Serge Koussevitzky, Pierre Monteux, André Previn e Leopold Stokowski, e i solisti Janet Baker, Dennis Brain, Alfred Brendel, Pablo Casals, Clifford Curzon, Victoria de los Ángeles, Jacqueline du Pré, Kirsten Flagstad, Beniamino Gigli, Ėmil' Gilel's, Jascha Heifetz, Wilhelm Kempff, Fritz Kreisler, Arturo Benedetti Michelangeli, David Ojstrach, Luciano Pavarotti, Maurizio Pollini, Leontyne Price, Arthur Rubinstein, Elisabeth Schumann, Rudolf Serkin, Joan Sutherland, Richard Tauber ed Eva Turner.

### Ai giorni nostri
Nel dicembre 2001, Vladimir Jurowski diresse come direttore ospite la London Philharmonic ottenendo entusiastici successi di critica.. Egli divenne poi suo direttore principale nel 2003. Egli ha diretto l'orchestra nel concerto del giugno 2007 che ha visto l'inaugurazione della Royal Festival Hall dopo i lavori di ristrutturazione della sala. Nel settembre 2007 Jurowski è divenuto l'undicesimo direttore stabile dell'orchestra. Nel novembre dello stesso anno è stato nominato direttore principale ospite Yannick Nézet-Séguin per le stagioni concertistiche 2008-2009.
L'attuale direttore artistico dell'orchestra è Timothy Walker e sotto la sua direzione l'orchestra ha iniziato a produrre i CD in proprio.

## Esecuzioni di musica non classica
L'orchestra ha anche registrato musica appartenente ad altri generi musicali come musica da film di cui si elencano alcuni titoli: Lawrence of Arabia, All'ombra delle piramidi, Philadelphia, Mission, Il Signore degli Anelli e Lo Hobbit (trilogia), così come alcuni CD per il videogioco della Square Enix, Dragon Quest composto da Kōichi Sugiyama, Symphonic Poem: Hope per Final Fantasy XII ed alcune colonne sonore fra le quali Xenosaga Episodio I composta da Yasunori Mitsuda. 
Ha anche eseguito, nel 1993, la produzione televisiva di Porgy and Bess di George Gershwin diretta da Simon Rattle e registrata nel 1989 su etichetta EMI. 
Nel 1992 registrò l'album Jazz Meets the Symphony per la Atlantic con Lalo Schifrin e nel 1994 More Jazz Meets The Symphony, nel 1993 Symphonic Music of Yes e nel 1999 Corea Concerto – Spain for Sextet & Orchestra – Piano Concerto No. 1 di Chick Corea.
Occasionalmente ha anche registrato musica metal come nel caso di Once, Dark Passion Play e Imaginaerum dei Nightwish. Alla metà degli anni novanta ha registrato CD di gruppi come Pink Floyd, Led Zeppelin, The Who e Oasis (nel singolo Whatever).

## Direttori principali
| - 1932-1939 Sir Thomas Beecham - 1943-1944 Anatole Fistoulari - 1948-1950 Eduard van Beinum - 1950-1957 Sir Adrian Boult - 1958-1960 William Steinberg - 1962-1966 John Pritchard - 1967-1979 Bernard Haitink | - 1979-1983 Sir Georg Solti - 1987-1987 Klaus Tennstedt - 1990-1996 Franz Welser-Möst - 2000-2007 Kurt Masur - 2007- ad oggi Vladimir Jurowski |

## Discografia parziale
- Beethoven, Piano Concertos Nos. 1-5. Artur Rubinstein, London Philharmonic Orchestra/Daniel Barenboim, RCA - Grammy Award al miglior album di musica classica e Miglior interpretazione solista di musica classica con orchestra (Grammy) 1977
- Beethoven, Son. pf. n. 1-32/Conc. pf. n. 1-5 - Brendel/Haitink/LPO, 1975/1977 Decca
- Beethoven: Symphonies Nos. 6 & 8 - Klaus Tennstedt/London Philharmonic Orchestra, 1986 EMI/Warner
- Bizet, Carmen - Solti/Troyanos/Domingo/Van Dam, Decca
- Brahms: Symphonies Nos. 1-3 & Overtures - Eugen Jochum/London Philharmonic Orchestra, 1996 EMI/Warner
- Bruch/Nielsen: Violin Concertos - Lawrence Foster/London Philharmonic Orchestra, 2000 EMI/Warner
- Bruckner - Symphony No. 5 - Franz Welser-Möst/London Philharmonic Orchestra, 1994 EMI/Warner
- Chopin, Conc. pf. n. 1-2/Krakowiak - Arrau/Inbal/LPO, 1970/1980 Philips
- Elgar, Sinf. n. 1/In the South - Solti/LPO, 1972/1979 Decca
- Elgar: Symphony No. 1, "Cockaigne" Overture, Romance - Daniel Barenboim/London Philharmonic Orchestra/Martin Gatt, 1974/1975 SONY BMG
- Haydn, Sinf. n. 93-104 "Londinesi"/Sinf. n. 88, 91, 98 - Jochum/LPO, Deutsche Grammophon
- Holst: The Planets - London Philharmonic Choir/London Philharmonic Orchestra/Sir Georg Solti, 1979 Decca
- Kashmir: Symphonic Led Zeppelin - London Philharmonic Orchestra/Peter Scholes, 1997 Universal
- Liszt, Poemi sinfonici (Integrale) - Haitink/LPO, 1968/1971 Decca
- Liszt: The Piano Concertos - Ataulfo Argenta/Julius Katchen/London Philharmonic Orchestra, Decca
- Mahler: Symphonies 1 & 2 - Klaus Tennstedt/London Philharmonic Orchestra, 2000 EMI/Warner
- Mahler: Symphonies 4 & 8 - David Hill/Klaus Tennstedt/London Philharmonic Choir/London Philharmonic Orchestra/Tiffin Boys' School Choir, 1983/1987 EMI/Warner
- Mahler: Symphony 5/Das Lied von der Erde - Agnes Baltsa/Klaus König/Klaus Tennstedt/London Philharmonic Orchestra, 2001 EMI/Warner
- Mendelssohn - Symphonies - Franz Welser-Möst/London Philharmonic Orchestra, 1992 EMI/Warner
- Mendelssohn: Elijah - Jacqueline Delman/London Philharmonic Orchestra/Josef Krips/Norma Procter/George Maran/Bruce Boyce/London Philharmonic Choir, 2012 Decca
- Mozart, Conc. vl. n. 1-5/Sinf. conc. K. 364 - Mutter/Bashmet/LPO, 2005 Deutsche Grammophon
- Mozart, Le nozze di Figaro - von Stade/Te Kanawa/London Philharmonic Orchestra/Popp/Ramey/Solti/Allen, 1982 Decca - Grammy Award for Best Opera Recording 1984
- Mozart, Don Giovanni - Solti/Terfel/Fleming/Murray, 1996 Decca
- Mozart: Requiem - Franz Welser-Möst/London Philharmonic Orchestra, 1990 EMI/Warner
- Paganini, Capricci n. 1-24/Conc. vl. - Accardo/Dutoit/LPO, Deutsche Grammophon
- Paganini, Conc. vl. n. 1, 2 - Accardo/Dutoit/LPO, 1975 Deutsche Grammophon
- Prokofiev, Sinf. n. 1-7/Suite scita/Amore delle tre melarance - Weller/LPO/LSO, 1974/1977 Decca
- Puccini, La Bohème - Solti/London Philharmonic Orchestra/Caballé/Domingo/Milnes, 1974 RCA Red Seal/BMG - Grammy Award for Best Opera Recording 1975
- Puccini, Turandot - Mehta/Sutherland/Pavarotti, Decca
- Rachmaninoff: Piano Concerto No. 2 - Vanessa Benelli Mosell/Kirill Karabits, 2017 Decca
- Rachmaninoff: Symphony No. 3 & Vaughan Williams: Symphony No. 8 - London Philharmonic Orchestra/Sir Adrian Boult, Decca
- Ravel Falla - Conc. pf. n. 1-2/Notti nei giardini di Spagna - De Larrocha/Foster/De Burgos, 1973/1983 Decca
- Ravel: Piano Concertos - Franck: Variations symphoniques - Fauré: Fantaisie - Alicia de Larrocha/London Philharmonic Orchestra/Lawrence Foster/Rafael Frühbeck de Burgos, 1974 Decca
- Schmidt: Symphony No. 4 - Variations on a Hussar's Song - Franz Welser-Möst/London Philharmonic Orchestra, 1995 EMI/Warner
- Shostakovich: Symphony No. 7 "Leningrad" - Bernard Haitink/London Philharmonic Orchestra, 1980 Decca
- Sibelius, Tchaikovsky, Glazunov: Violin Concertos - Jascha Heifetz/London Philharmonic Orchestra, 1935/1937 EMI/Warner
- R. Strauss: Also sprach Zarathustra - London Philharmonic Orchestra/Klaus Tennstedt, 2012 Warner
- Stravinsky, Petrouchka/Sagra/Apollon - Haitink/Markevitch, 1973 Philips
- Stravinsky: Oedipus Rex - Alec McCowen/Kerstin Meyer/Sir Peter Pears/Ryland Davies/Benjamin Luxon/Stafford Dean/John Alldis Choir/London Philharmonic Orchestra/Sir Georg Solti, 1977 Decca
- Vivaldi, The Four Seasons - Perlman/London Philharmonic Orchestra, 1976 Angel Records/EMI - Miglior interpretazione solista di musica classica con orchestra (Grammy) 1978
- Wagner: Opera Scenes and Arias - Ambrosian Opera Chorus/James Mallinson/Jessye Norman/Klaus Tennstedt/London Philharmonic Orchestra, 1988 EMI/Warner
- Vaughan Williams: Complete Symphonies - London Philharmonic Orchestra/Sir Adrian Boult, 2002 Decca
- Fleming, Arie da opere it. e francesi - Mackerras/LPO, 1999 Decca
- Nicole Cabell - Soprano - London Philharmonic Orchestra/Nicole Cabell/Sir Andrew Davis, 2006 Decca
- Angela Gheorghiu: Mysterium - Sacred Arias - Angela Gheorghiu/Ion Marin/London Philharmonic Orchestra, 2001 Decca
- Alagna: Opera Arias - London Philharmonic Orchestra/Richard Armstrong/Roberto Alagna, 2006 Deutsche Grammophon
- Kiri Te Kanawa Sings Verdi and Puccini Arias - Dame Kiri Te Kanawa/London Philharmonic Orchestra/Sir John Pritchard, 1983 Sony BMG/CBS
- Kathleen Ferrier: Bach and Handel Recital - Kathleen Ferrier/London Philharmonic Orchestra/Sir Adrian Boult, 1960 Decca
- My Secret Heart: Songs of the Parlour, Stage and Silver Screen - Ben Heppner/Jonathan Tunick/London Philharmonic Orchestra, 1999 BMG/RCA
- Positively Golden - London Philharmonic Orchestra/Nicola Rescigno/Ruth Ann Swenson, 1994 Angel/EMI
- Portrait of Pilar - London Philharmonic Orchestra/Jesús López-Cobos/Pilar Lorengar, Decca
- Get Happy - Tony Bennett, 1971 Sony
- The 50 Greatest Pieces of Classical Music - London Philharmonic Orchestra/David Parry, 2009 X5
- The Greatest Video Game Music - London Philharmonic Orchestra/Andrew Skeet, 2011 X5
- The Greatest Video Game Music 2 - London Philharmonic Orchestra/Andrew Skeet, 2012 X5
- The London Philharmonic Orchestra Plays the Music of Pink Floyd - London Philharmonic Orchestra/Peter Scholes, 1995 Point
- Academy Award Themes - London Philharmonic Orchestra, 2008 Intereuro
- Star Wars - London Philharmonic Orchestra, 2008 Intereuro

## DVD parziale
- Bartok, Castello di Barbablu - Solti/Kovats/Sass, Decca
- Beethoven: Fidelio (Glyndebourne, 1979) - Elisabeth Söderström/Bernard Haitink, regia Peter Hall, Arthaus Musik
- Bizet: Carmen (Glyndebourne, 2002) - Anne Sofie von Otter, Opus Arte
- Britten: Billy Budd (Glyndebourne, 2010), Opus Arte
- Britten: Rape of Lucretia (The) (Glyndebourne, 2015) - regia Fiona Shaw, Opus Arte
- Donizetti: Don Pasquale (Glyndebourne, 2013) - Alessandro Corbelli/Danielle de Niese, Opus Arte
- Donizetti: L'elisir d'amore (Glyndebourne, 2009), Opus Arte